# Batalha de South Mountain
A Batalha de South Mountain (conhecida na historiografia sulista como a Batalha de Boonsboro Gap) foi travada em 14 de setembro de 1862, como parte da Campanha de Maryland da Guerra de Secessão. Três batalhas foram travadas pela posse de três passos em South Mountain (Maryland e Pensilvânia): Crampton's Gap, Turner's Gap, e Fox's Gap. O major-general George B. McClellan, comandando o Exército do Potomac, da União, precisava passar por esses desfiladeiros em sua perseguição ao confederado Exército da Virgínia do Norte do general Robert Edward Lee. Apesar de estar em menor número, o exército de Lee atrasou o avanço de McClellan por um dia antes de retirar-se.

## Antecedentes
South Mountain é o nome dado à continuação das Blue Ridge Mountains após elas entrarem em Maryland. É um obstáculo natural que separa o vale de Hagerstown e o vale de Cumberland da parte leste de Maryland.
Depois que Lee invadiu Maryland, uma cópia de uma ordem, conhecida como Ordem Especial 191, detalhando os movimentos da tropa, que ele escreveu, caiu nas mãos de McClellan. Em decorrência disso, McClellan soube que Lee tinha dividido suas forças e o general da União esperava atacar e derrotar algumas dessas forças isoladas antes que elas pudessem se concentrar contra ele. Para alcançar Lee, McClellan tinha que se mover através da South Mountain. Lee soube do golpe de inteligência de McClellan e rapidamente enviou forças para reforçar os passos de montanha a fim de bloquear seu avanço.
McClellan temporariamente organizou seu exército em três alas para os ataques nos passos da montanha. O major-general Ambrose Burnside, a Ala Direita, comandou o I Corpo de exército (do major-general Joseph Hooker) e o IX Corpo de exército (do major-general Jesse L. Reno). A Ala Direita foi enviada para Turner's Gap e Fox's Gap, no norte. A Ala Esquerda, comandada pelo major-general William B. Franklin, consistia de seu próprio VI Corpo de exército e da divisão do IV Corpo de exército do major-general Dario N. Couch, foi enviado para  Crampton's Gap, no sul. A Ala Central (II Corpo de exército e XII Corpo de exército), sob o comando do major-general Edwin Vose Sumner, ficou na reserva.

## Batalhas

### Crampton's Gap
No ponto extremo sul da batalha, perto de Burkittsville, a cavalaria confederada e uma pequena porção da divisão do major-general Lafayette McLaws defendiam o passo de Brownsville e Crampton's Gap. McLaws não tinha conhecimento da aproximação de 12 mil federais e contava apenas com 500 homens, sob o comando do coronel William A. Parham, mal posicionados atrás de uma parede de pedras de três quartos de milha de comprimento, na base oriental do Crampton's Gap. William B. Franklin gastou três horas para organizar e preparar suas tropas de maneira tal que estivessem prontas para entrar em combate. Um soldado confederado mais tarde escreveu que era como se fosse um "leão fazendo preparativos extremamente cuidadosos para saltar sobre um pequenino camundongo". Franklin posicionou a divisão do major-general Henry Warner Slocum à direita, e a do major-general William Farrar Smith, à esquerda. Eles cercaram o desfiladeiro e fizeram quatrocentos prisioneiros, a maioria deles eram homens que estavam chegando como reforço atrasado da brigada do brigadeiro-general Howell Cobb.

### Turner's Gap
O major-general confederado Daniel Harvey Hill, posicionando cinco mil homens ao longo de mais de duas milhas, defendia Turner's Gap e Fox's Gap. Ambrose Burnside enviou o I Corpo de exército, do major-general Joseph Hooker, para a direita do Turner's Gap. A Brigada de Ferro da União atacou a brigada do coronel Alfred H. Colquitt ao longo da Estrada Nacional, forçando-a a retornar à montanha, mas ela se recusou a ceder o passo. Hooker posicionou três divisões na direção oposta a dois picos localizados a uma milha ao norte do desfiladeiro. A Brigada do Alabama, do brigadeiro-general Robert E. Rodes foi forçada a se retirar devido a sua posição isolada, apesar da chegada de reforços da divisão do brigadeiro-general David Rumph Jones e da brigada do brigadeiro-general Nathan George Evans. A escuridão e as dificuldades do terreno impediram o colapso total da linha de Lee. Ao anoitecer, os confederados ainda tinham o controle sobre o desfiladeiro.

### Fox's Gap
Bem ao sul, outros elementos da divisão de Hill (principalmente a brigada de Thomas Drayton) defenderam Fox's Gap contra o IX Corpo de exército do major-general Jesse L. Reno. Um ataque às nove horas da manhã efetuado pela Divisão Kanawha, do brigadeiro-general da União Jacob Dolson Cox, conquistou grande parte do terreno ao sul do desfiladeiro. No movimento, o tenente-coronel Rutherford B. Hayes, do 23º de Ohio, liderou um ataque de flanco e foi gravemente ferido. Cox avançou sobre os confederados da Carolina do Norte posicionados atrás de uma parede de pedras na crista do desfiladeiro, mas falhou em não tirar vantagem de seus ganhos uma vez que seus homens estavam exaustos, permitindo que reforços confederados se posicionassem no desfiladeiro ao redor da fazenda de Daniel Wise. Reno enviou para frente o restante de sua tropa, mas devido à chegada oportuna de reforços sulista sob o comando do brigadeiro-general confederado John Bell Hood, eles não conseguiram desalojar os defensores. O major-general da União Jesse Reno e o brigadeiro-general confederado Samuel Garland, Jr., foram mortos em Fox's Gap. Os soldados da União jogaram sessenta corpos de confederados dentro de um poço seco na fazenda de Daniel Wise, pagando-lhe sessenta dólares em compensação.

## Consequências
Ao anoitecer, com Crampton's Gap perdido e sua posição precária em Fox's e Turner's Gaps, Lee ordenou que suas forças em desvantagem numérica se retirassem de South Mountain. McClellan estava agora em posição de destruir o exército de Lee antes que ele pudesse se concentrar. As baixas da União, de um total de 28 mil combatentes, foram de 2 325 (443 mortos, 1 807 feridos e 75 desaparecidos/capturados); os confederados perderam 2 685 soldados (325 mortos, 1 560 feridos e 800 desaparecidos/capturados) de um total de 18 mil combatentes. A batalha de South Mountain foi um importante impulsionador de moral para o Exército do Potomac que vinha de uma série de derrotas. O New York World escreveu que a batalha "colocou fim à maré de sucessos rebeldes" e que "a força dos rebeldes estava irremediavelmente quebrada". Lee contemplou o fim de sua campanha de Maryland. Porém, a atividade limitada de McClellan em 15 de setembro, após sua vitória em South Mountain condenou a guarnição em Harpers Ferry para a se render e deu a Lee tempo suficiente para reunir suas divisões espalhadas em Sharpsburg para a batalha de Antietam em 17 de setembro.
Os campos de batalhas estão preservados dentro do South Mountain State Park, do Gathland State Park, e da Appalachian Trail. Crampton's Gap Historic District e Turner's and Fox's Gaps Historic District estão listados no Registro Nacional de Lugares Históricos.

## Leituras adicionais
- Ezra A. Carman. The Maryland Campaign of September 1862. Vol. 1, South Mountain. Editado por Thomas G. Clemens. El Dorado Hills, CA: Savas Beatie, 2010. ISBN 978-1-932714-81-4.